# Elise & Paul – Eine Musical-Dramedy!
Elise & Paul - Eine Musical-Dramedy!  von Laura Oswald, Raphael Binde & Titus Hoffmann wurde am 24. Mai 2024 am  Deutschen Theater München uraufgeführt wurde.

## Handlung
Die Musical-Dramedy erzählt von der unerhörten Liebe zwischen der 20-jährigen österreichischen Schauspielerin  Elise Kreuzer und Prinz Paul von Thurn und Taxis, dem Flügeladjutanten und intimen Freund des jungen Bayernkönig Ludwig II. Eine komplexe Dreiecksbeziehung entspinnt sich, die auf amüsante Weise historische Geschehnisse wie Elises Debüt in einer Hosenrolle am damals neu eröffneten Actientheater  (dem heutigen Gärtnerplatztheater) oder Pauls legendärem Auftritt als Lohengrin auf dem Alpsee zu Ludwigs 20. Geburtstag nachzeichnet. Als Cosima von Bülow und Richard Wagner gegen Elise aufgrund ihrer jüdischen Herkunft intrigieren, wird das Glück des ungleichen Paares auf eine harte Probe gestellt. Paul gilt als die erste große Liebe von Ludwig II und blieb trotz ihres späteren Zerwürfnisses bis zu seinem Tod sein einziger kongenialer Freund.

## Produktion
Die Produktion wurde im Rahmen der Masterclass in Kooperation zwischen dem  Deutschen Theater München und der Theaterakademie August Everding entwickelt und am 24. Mai 2024 im Silbersaal uraufgeführt. In weiteren Vorstellungen wurde das 2-Personen-Stück am Kleinen Theater Haar und im  Vindobona in Wien gezeigt. Im Oktober 2025 kehrt die Inszenierung in den Silbersaal des Deutschen Theaters zurück.

### Besetzung der Uraufführung

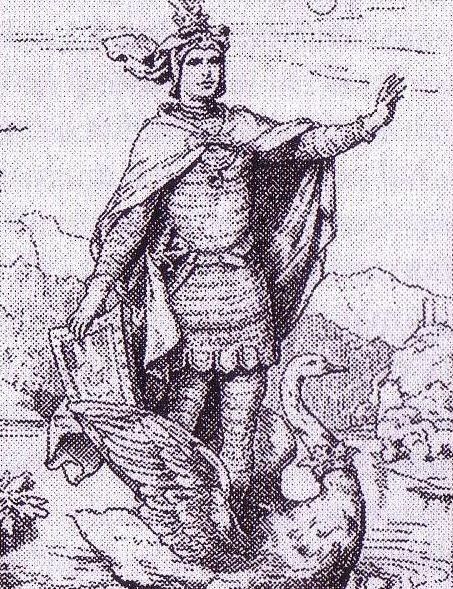
Paul von Thurn und Taxis Lohengrin

| Rolle    | DarstellerIn    |
| -------- | --------------- |
| Elise    | Laura Oswald    |
| Paul     | Raphael Binde   |
| Am Piano | Manfred Manhart |